# Таватуй (село)
Тавату́й (станция Тарасково в 1878—1904 годах, станция Билимбай в 1904—1907 годах) — село в Невьянском районе Свердловской области России. Входит в Невьянский муниципальный округ. Ранее Таватуй относился к Аятскому поселковому Совету.
Населённый пункт известен как станция Таватуй, т. к. расположен при железнодорожном обгонном пункте Таватуй (ранее станция). 

## География
Село Таватуй расположено приблизительно в трёх километрах к юго-западу от озера Таватуй, на реке Большой Шаманихе, в глухой лесистой местности. В окрестностях села расположены горы: Берёзовая, Гриб-гора и др. Посёлок находится при одноимённом железнодородном обгонном пункте. Удалён к северо-западу от Екатеринбурга и к югу от Невьянска. Ближайшие населённые пункты: Аять, Таватуйский Детдом, Приозёрный, Калиново.

## История
В 1878 году при строительстве ветки Пермь — Нижний Тагил — Екатеринбург на месте будущего поселения по приказу графа Строганова основана станция Тарасково. Станция получила своё название от расположенного вблизи села Тарасково. Станция была соединена ныне не существующей конно-железнодорожной узкоколейной веткой с Билимбаевским заводом.
Существует неподтверждённая версия, что с 1900 года пролегала конно-железная узкоколейная дорога до Верхне-Шайтанского завода (до плотины Верхнего пруда). Обе дороги прекратили существование примерно в 1920-е гг.
Население станции состояло из крестьян, занимавшихся ямщицким извозом. Железная дорога всегда являлась опорой и кормильцем для жителей станции. В нескольких поколениях работали на станции, в т. ч. в путевом хозяйстве и на контактной сети. В советское время здесь также располагался леспромхоз. Со временем количество рабочих на дороге сократилось, заготовка леса прекращена.
Посёлок при станции Таватуй был связан с не существующим ныне посёлком Смородиновым, который находился в трёх километрах к западу от Таватуя. В советское время здесь располагалось подсобное хозяйство Золотопромснаба, где также были заняты жители Таватуя. В начале 1970-х годов Смородиновый перестал существовать, но до 1984 года в Таватуй по деревянным трубам подавалась чистейшая вода из урочища Смородинового.
С 1 октября 2017 года согласно областному закону N 35-ОЗ Аятский поссовет, к которому относился Таватуй, был упразднён, а статус Таватуя изменён с посёлка на село.

## Население
По данным Всероссийской переписи 2010 года, постоянное население Таватуя составляло 385 человек, из них 189 мужчин и 196 женщин. По данным Всероссийской переписи населения 2002 года, русские составляли 90 % от общего числа жителей Таватуя.
| 2002 | 2010 | 2021 |
| ---- | ---- | ---- |
| 470  | ↘385 | ↘263 |

## Достопримечательности
- Памятник красноармейцам, погибшим в августе 1918 года
- Водонапорная башня

## Инфраструктура
Таватуй отличается недостатком развития инфраструктуры. Единственным стабильно работающим предприятием села, в котором занято трудоспособное население, является железная дорога. Часть жителей работают в Екатеринбурге, Новоуральске и других населённых пунктах.
В селе есть фельдшерско-акушерский пункт, отделение «Почты России» и 3 продуктовых магазина. Образовательных учреждений в селе нет. Курсирует школьный автобус до средней школы посёлка Калиново.

### Транспорт
В селе расположен расположен обгонный пункт Таватуй (ранее железнодорожная станция) Свердловской железной дороги. В Таватуе останавливаются все пригородные поезда, курсирующие на участке Екатеринбург — Нижний Тагил, кроме скоростных.
Село является конечным пунктом автодороги Новоуральск — Мурзинка — Таватуй. Внутрисельские дороги Таватуя не асфальтированы. Существует проблема дорожной связи северо-восточной и юго-западной частей села, разделённых железной дорогой: в Таватуе нет железнодорожного переезда, а проехать в юго-западную часть посёлка можно лишь через трубу, по которой протекает река Большая Шаманиха.